# フランクフルト学派

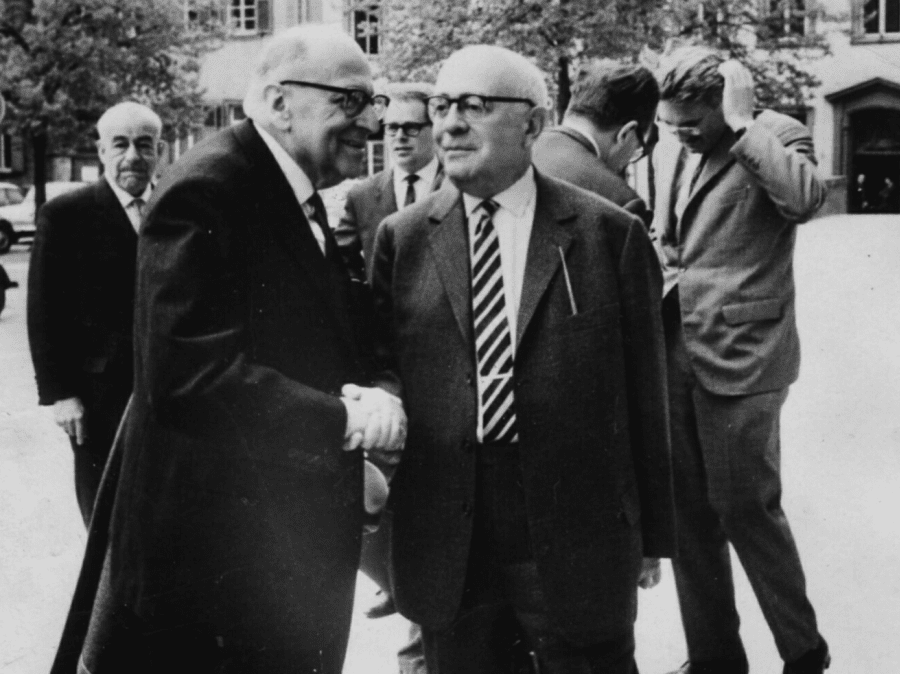
ホルクハイマー（左）とアドルノ（右）。背後にハーバーマス。

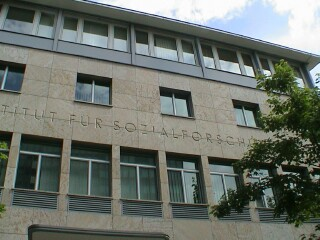
フランクフルトの社会研究所

フランクフルト学派（フランクフルトがくは、ドイツ語: Frankfurter Schule）は1920年代のドイツに登場したマルクス主義者の学者のグループである。ルカーチの理論をベースにヘーゲルの弁証法とフロイトの精神分析理論をマルクス主義と融合させてマルクス主義の問題点の克服と進化を試みたグループの他称。

## 概要
20世紀前半に主流であったソ連型社会主義、スターリニズムとは一定の距離を置いて新しい形のマルクス主義を模索、一部は後に新マルクス主義と呼ばれる潮流の源流となり、1960年代には新左翼運動にも影響を与えた。
1930年代、ワイマールドイツでナチスが政権を獲得するとメンバーの多くが亡命、やがて活動の中心がアメリカに移り、第二次世界大戦時には米国政府機関で活動、ドイツと日本の戦時情報分析、戦後処理と占領政策の策定、憲法策定に関わった。
戦後は研究所関係者の多くが西ドイツに帰国、ホルクハイマーとアドルノがフランクフルト大学で社会研究所を再興し、再びドイツが活動の中心となったが、一部はアメリカに残り著作・研究活動を続けた。
社会研究所発足から90年以上経った現在もこの学派は活動し、ドイツを中心に第3世代〜第4世代の学者たちが活動している。

## 沿革

### 発端
1922年夏、ドイツ・テューリンゲン州のイルメナウで第1回マルクス主義研究集会が開催された。
主催者はフランクフルト大学のフェリクス・ヴァイルで、この会議の主なる目的はマルクス主義の新潮流を模索することであり、一週間に渡る会議においてはマルクス主義に関する話題が議論された。多くの時間がフリードリヒ・ポロックの『マルクス主義と哲学』の講義であったと言われている。
この研究会に参加したメンバーはルカーチ・ジェルジ、カール・コルシュ、当時留学中で両氏からマルクス主義を学んでいた福本和夫、後に日本でゾルゲスパイ団のリーダーとしてスパイ容疑により逮捕・死刑となるリヒャルト・ゾルゲ、かつてはローザ・ルクセンブルクと活動を共にしたフェミニスト・女性解放運動家でドイツ共産党中央委員・コミンテルン代表委員を歴任したこともあるクララ・ツェトキン、フリードリヒ・ポロック、後にフランクフルト学派のメンバーになるカール・ウィットフォーゲルなどであった。この他に多くのマルクス研究家、その家族などが参加した。
フェリクス・ヴァイルは第2回マルクス主義研究集会を計画したが、やがて独立した研究機関の設置の必要性を強く感じ、彼の父の出資を受けてフランクフルト社会研究所を設置する。

### 年表

#### 第二次大戦前
- 1924年6月24日、マルクス主義の研究を継続する機関「社会研究所」(Institut für Sozialforschung）が設置され、カール・グリュンベルク（ドイツ語版）が所長に就任した。
- 1927年、社会研究所初代所長のカール・グリュンベルクが病気で倒れる。
- 1930年、マックス・ホルクハイマーがフランクフルト大学正教授に就任、同時に社会研究所の2代目所長に就任。
- 1931年1月、マックス・ホルクハイマーの社会研究所所長就任公開演説が行われる。同年ホルクハイマーはナチの台頭により社会研究所の国外分散を検討、最終的にジュネーブに設置。また社会研究所基金は後にオランダに移される。エーリヒ・フロムがフランクフルト大学の精神分析研究所講師に就任。
- 1932年の暮、ホルクハイマーとポロックが共同で会長になる。
- 4月、ホルクハイマーがフランクフルト大学の教授職を解任される。フランツ・ノイマンが社会民主党左派の活動を行って逮捕されるが、後釈放され1ヶ月後にロンドンに逃れる。ノイマンはこの後約二年間に渡るイギリスでの逃亡生活の最中、ロンドン・スクール・オブ・エコノミクスで学び、政治学と社会学の学位を取得した。
- 1934年、スイスにおいてもナチの手が伸びており危険と判断、ロンドンとパリに社会研究所分室を設置。同時期にホルクハイマーは新たな活動の場を求めて渡米、ニューヨークを訪問する。教育学者のジョン・デューイは当時コロンビア大学の学長だったニコラス・バトラーに対して社会研究所をコロンビア大学に招致するよう強く提案した結果了承され、ホルクハイマー達は米国に新たな活動の足場を築く事となる。同年夏〜秋にかけて社会研究所移転および社会研究所メンバーのアメリカ亡命が始まる。ホルクハイマーがニューヨークに移住。エーリヒ・フロムがスイスからアメリカに移住、コロンビア大学で教鞭をとる（フロムはこの後1974年にスイスに戻るまでの約40年間を米国、メキシコなど北米大陸で活動することになる。）。

- 1935年、フェリクス・ヴァイルがニューヨークで再び社会研究所に参加、改めて10万ドルを寄贈したことで研究所は財政的に持ち直す。
- 1936年、「権威と家族」出版。イギリス・ロンドンで逃亡生活を送っていたフランツ・ノイマンが渡米、コロンビア大学社会研究所に参加。後にアメリカの戦時機関である「経済戦争委員会」のコンサルタントに就任。
- 1937年、社会研究所ロンドン分室閉鎖。パリ在住のヴァルター・ベンヤミンが社会研究所に参加。
- 1938年2月、テオドール・アドルノが最初の亡命先であるイギリス・ロンドンから米国・ニューヨークに移住、コロンビア大学の社会研究所に参加する。

#### 第二次大戦中
- 1940年、マックス・ホルクハイマーがニューヨークからカリフォルニアに移住。これを追うようにアドルノもカルフォルニアに移住、この時期に代表的著作の一つ「啓蒙の弁証法」がホルクハイマーとアドルノの共著で執筆開始。
- 9月24日 ナチスに追われたヴァルター・ベンヤミンが逃亡中ピレネーの山中で服毒自殺（近年暗殺説もあり）。

この頃社会研究所は財政難に陥いった。アメリカに亡命した多くの研究所メンバーは生活に困窮し、様々な副業（大学の臨時講師、法律関係のアドバイザーなど）でしのいだが、やがて戦時において優秀な頭脳を求める多数の政府機関が彼らの持つ学問的スキルや知識、情報を求めてリクルートした。
一部はO,S,Sの中枢で活動、ドイツと日本の情報分析と戦後政策の策定に深く関与した。とくにドイツの戦後政策策定に関してはフランツ・ノイマン、ヘルベルト・マルクーゼゼらが関わっており、ニュルンベルク裁判ではフランツ・ノイマンが法学の知識を活かして深く関与した。

（フランツ・ノイマンについては1995年にアメリカ国家安全保障局が公開したヴェノナファイルによってソヴィエトのスパイ（暗号電文上のコードネームは“ラフ”）として活動していたでことが判明している）

- 1941年、エーリヒ・フロム著・「自由からの逃走」が米国で出版される。
- 1942年、フランツ・ノイマン著・「ビヒモス」が出版される。フランツ・ノイマンが戦略諜報局（OSS。CIAの前身）調査分析中欧課に入り、対独情報分析と終戦後の占領政策の策定にあたる。
- 1944年、「ビヒモス」増補版刊行。
- 1945年、フランツ・ノイマンがアメリカ合衆国国務省のドイツ調査部門の責任者に就任。

#### 終戦後
- 1947年、ホルクハイマー,アドルノの共著による「啓蒙の弁証法」がオランダで出版される。フランツ・ノイマンがコロンビア大学の教授に就任。
- 1954年9月2日、フランツ・ノイマンがスイスにて自動車事故で死亡。

### 戦後
1960年代、世界各地で大学紛争の渦が巻き起こった時代に、新左翼の運動の支柱となる理論を求めて、このグループに注目が集まったが、フランクフルト大学における大学紛争ではアドルノが批判の対象となり、社会研究所は学生たちによって占拠された。アドルノは機動隊を導入して学生を排除し、裏切り者と罵倒された。
一方ドイツに帰国せずアメリカに残ったヘルベルト・マルクーゼは当時のアメリカ各地の大学で起きた反戦平和運動など学生運動の活動家に向けて積極的に発信し、「新左翼の教組」というポジションで広く受け入れられた。日本でも同時期に全国で起きた学生運動においてマルクーゼの著作は広く読まれ、当時の学生達を中心に強い文化的な影響をもたらした。

## 思想的特徴
- ヘーゲル左派の影響が垣間見られる。ゲオルク・ヴィルヘルム・フリードリヒ・ヘーゲルとカール・マルクスの視点（弁証法哲学）をもって、科学と哲学の統合による社会哲学（「批判理論」）によって、非合理的な社会からの人間の開放を目指す実践的な姿勢によって特徴づけられる。第一世代とされる人々は、マルクスの「経済学批判」に根拠を求め、資本主義社会が滅びた後に「理性」の実現を予見し、既存の制度を厳しく批判した[2]

- 二代目所長のホルクハイマーはジークムント・フロイトの心理学を取り入れることを強く意識した（研究所所長就任演説など）。この結果多くの研究所メンバーがフロイト派の心理学とマルクス思想の融合を試みた(エーリヒ・フロム、ヘルベルト・マルクーゼなど）。

二代目代表のホルクハイマーは道具的理性という概念を提唱し、社会の近代化によって人間が自然（人間を含む）を支配し、搾取することを批判した。
ナチスドイツやソビエトへの反動から全体主義批判が多いのもこのグループの特徴の一つである。
- フランクフルト学派は近代の啓蒙思想、合理主義に疑問を持ち、機械化が官僚主義やファシズムなど非人間的な体制をもたらす、と考える傾向が強い[3]。

## フランクフルト社会研究所設立に関わった思想家、研究者
- フェリクス・ヴァイル（ドイツ語版）（出資者）
- ルカーチ・ジェルジ
- カール・コルシュ
- 福本和夫
- リヒャルト・ゾルゲ
- クララ・ツェトキン
- フリードリヒ・ポロック
- カール・ウィットフォーゲル

## フランクフルト学派の主な思想家、研究者
第1世代
- マックス・ホルクハイマー
- テオドール・アドルノ
- ヴァルター・ベンヤミン
- エーリヒ・フロム
- ヘルベルト・マルクーゼ
- フランツ・レオポルド・ノイマン
- フリードリヒ・ポロック
- カール・ウィットフォーゲル
- レオ・レーヴェンタール
- フランツ・ボルケナウ

第2世代
- ユルゲン・ハーバーマス
- アルフレート・シュミット
- オスカー・ネークト

第3世代
- アクセル・ホネット
- アレックス・デミロビッチ
- グンツェン・シュミット
- ヨッヘン・ヘーリッシュ
- ゲールハルト・シュベッポンホイザー

第4世代
- ノルベルト・ボルツ（当初は第4世代とみなされていたが、後にフランクフルト学派を批判する）